# 1996 KX1
1996 KX1, também escrito como 1996 KX1, é um objeto transnetuniano (TNO) que está localizado no cinturão de Kuiper, uma região do Sistema Solar. Ele é classificado como um cubewano. Ele possui uma magnitude absoluta (H) de 8,5 e, tem um diâmetro estimado com cerca de 88 km.

## Descoberta
1996 KX1 foi descoberto no dia 22 de maio de 1996 pelos astrônomos J. Chen, C. A. Trujillo, D. C. Jewitt e J. X. Luu.

## Órbita
A órbita de 1996 KX1 tem uma excentricidade de 0.097 e possui um semieixo maior de 39.543 UA. O seu periélio leva o mesmo a uma distância de 35.704 UA em relação ao Sol e seu afélio a 43.381.